# Dienstvertrag (Deutschland)
Der Dienstvertrag ist im deutschen Schuldrecht ein gegenseitiger Vertrag, bei dem sich eine Vertragspartei zur Leistung von bestimmten Diensten und der andere Teil zur Zahlung der vereinbarten Vergütung verpflichtet. Beim Dienstvertrag wird in Abgrenzung zum Werkvertrag der Dienst und nicht der Erfolg geschuldet.

## Allgemeines
Der Dienstvertrag ist im BGB geregelt. Dienstverträge werden häufig als Arbeitsverträge, Behandlungsverträge und der Geschäftsbesorgungen abgeschlossen. Viele Vertragsmischformen enthalten Elemente eines Dienstvertrages (etwa der Beherbergungsvertrag für den Hotelservice).

## Geschichte
Nach heutigem Verständnis unterfielen der römischrechtlichen locatio conductio neben Dienstverträgen auch Werkverträge, Miete und Pacht. Dienstleistungen (locatio conductio operarum) erbrachten Tagelöhner und Handwerker. Sklaven galten als Mietsache (locatio conductio rei). Dienstleistungen waren persönlich und sorgfältig (diligens) zu erbringen. Mittels Klage aus der actio locati konnte der Dienstherr sein Erfüllungsinteresse verfolgen, umgekehrt haftete dieser auf Zahlung des Dienstentgelts (merces), das der Dienstverpflichte seinerseits mittels  actio locati verfolgen konnte. Kündigungsschutz wurde nicht gewährt. Unterblieb die Dienstleistung aus Umständen, die in der Sphäre des Dienstnehmers lagen, verlor er den Lohnanspruch, während umgekehrt der Dienstherr zahlen musste, wenn die Arbeit aus Gründen undurchführbar war, die ihm zuzurechnen waren. Gewöhnliche Dienstleistungen des täglichen Bedarfs wurden von Sklaven verrichtet, nachrangig von Freigelassenen und Hauskindern. Während der Expansion des römischen Reichs nahm diese Beschäftigungsart zu, erst mit dem Rückgang der Sklavenwirtschaft etablierten sich das Handwerk und die Tagelohntätigkeit als Berufsbild.
Die althochdeutsche Bezeichnung für „Bedienung, Untertänigkeit, Knechtschaft“ war „dionōst“ und tauchte erstmals im Jahre 765 auf. Als ältester ausgeprägter Dienstvertrag gilt der Gesindevertrag des 13. Jahrhunderts, der Otto von Gierke zufolge bereits die Gestalt eines entgeltlichen Arbeitsvertrages zeigte, denn die Dienste wurden mit dem Lidlohn vergütet. „Durch den Gesindevertrag unterwirft sich … der Dienstbote der … Dienstherrschaft zu länger dauernden … häuslichen und wirtschaftlichen Diensten gegen eine mit Wohnung und Beköstigung verbundene Lohnvergütung“. Johann Heinrich Zedlers Universal-Lexikon aus 1732 sprach von den „Verträgen über Dienste“.
Das Allgemeine Preußische Landrecht vom Juni 1794 umschrieb den Dienstvertrag als Vertrag, „wodurch Sachen gegen Handlungen oder Handlungen gegen Handlungen versprochen werden“, ohne den Begriff zu erwähnen (I 11, § 869 APL) und diskutierte darüber „ob man den Dienstvertrag zeitlebens eingehen könne“. Das österreichische ABGB vom Januar 1812 sprach in § 1151 ABGB vom Dienstvertrag, „wenn jemand sich auf eine gewisse Zeit zur Dienstleistung für einen anderen verpflichtet,…“. Ein Lehrbuch von Ferdinand Mackeldey aus dem Jahr 1814 erwähnte neben dem „Dienstcontract“ auch den „Dienstvertrag“. Bei den Beratungen zum BGB wurde der Dienstvertrag 1899 als reines Synallagma behandelt, wobei die komplexen Zusammenhänge eines Arbeitsverhältnisses im arbeitsteiligen Industriebetrieb noch nicht hinreichend berücksichtigt werden konnten.

## Rechtslage heute

### Vertragstypus
Der Dienstvertrag ist ein gegenseitiger Vertrag, durch den der eine Teil zur Leistung der versprochenen Dienste und der andere Teil zur Entrichtung der vereinbarten Vergütung verpflichtet wird. Vertragsparteien sind der Dienstberechtigte (Gläubiger der Dienstleistung) und der Dienstverpflichtete (Schuldner). Beim Dienstvertrag schuldet der Dienstverpflichtete selbstständige Dienste, also eine selbstständige Tätigkeit.
Neben dem Kauf-, dem Miet- und dem Werkvertrag ist der Dienstvertrag der häufigste schuldrechtliche Vertragstyp im Rechtsverkehr. In Abgrenzung zum Werkvertrag schuldet der Dienstverpflichtete eine Leistung (Bemühung), aber keinen Erfolg. Daneben grenzt sich der Dienstvertrag vom Werkvertrag durch die Gestaltung als Dauerschuldverhältnis ab. Soll der Dienstvertrag vor Erbringung der Leistung beendet werden, so ist die Beendigung über eine Kündigung vorzunehmen. Durchaus schwieriger gestaltet sich aber die Abgrenzung bei der Beschäftigung von Scheinselbstständigen. Hier ist es auch möglich, unter den besonderen Voraussetzungen von § 7 SGB IV Personen mit einem Werkvertrag zu beschäftigen. Problematisch ist die Abgrenzung in der Regel auch zum Geschäftsbesorgungsvertrag (§ 675 BGB). In § 613 BGB wird bestimmt, dass die Dienste im Zweifel in Person zu leisten sind und nicht übertragbar.
Das Dienstverhältnis endet gemäß § 620 Abs. 1 BGB mit Zeitablauf, unbefristete Arbeitsverhältnisse unterliegen den Kündigungsfristen der §§ 621 BGB und § 622 BGB.
Für Online-Dienstverträge gilt die Verordnung über Online-Streitbeilegung in Verbraucherangelegenheiten (Verordnung (EU) Nr. 524/2013 – ODR-Verordnung). Anbieter, die einen Dienstvertrag online mit Verbrauchern schließen, müssen auf ihrer Homepage einen Link zur europäischen Onlinestreitbeilegungs-Plattform angeben.